# Чаравали (Лакский район)
Чаравали — упразднённое село в Лакском районе Дагестана. На момент упразднения входило в состав Буршинского сельсовета. В 1944 году все население села переселено в село Новокули Новолакского района.

## География
Располагалось на р. Чаравали (бассейн р. Казикумухское Койсу), у подножья горы Метико (3814 м), на границе с Чародинским районом (граничит с селом Шалиб).
Самое высокогорное лакское село (почти 2500м)

## История
До вхождения Дагестана в состав Российской империи селение Чаравалу входило в состав Казикумухского ханства. Затем в Буршинское сельское общество Казикумухского наибства Казикумухского округа Дагестанской области. В 1895 году селение состояло из 39 хозяйств. По данным на 1926 год село состояло из 47 хозяйств. В административном отношении входило в состав Буршинского сельсовета Лакского района.
В 1944 году, после депортации чеченского населения с Северного Кавказа, все население села (54 хозяйства) было переселено в левобережную часть села Ярыксу-Аух (современное Чаравали) бывшего Ауховского района.

## Население
| Год       | 1895 | 1908 | 1926 | 1939 | 1944 |
| --------- | ---- | ---- | ---- | ---- | ---- |
| Население | 213  | 412  | 169  | 221  | 168  |

По переписи 1926 года в селе проживал 169 человек (56 мужчин и 113 женщин), из которых: лакцы — 100 %. Кроме того числилось 32 отходников.